# Finale Ligure
Finale Ligure (ligur nyelven Finâ vagy Finô) egy olasz község a Liguria régióban, Savona megyében.

## Földrajz

Finale Ligure község Savona megye térképén

Savonától 25, Genovától 75 km-re, a Ligur-tenger partján fekszik.
A vele szomszédos települések :Borgio Verezzi, Calice Ligure, Noli, Orco Feglino, Tovo San Giacomo és Vezzi Portio.

## Gazdaság
A település elsősorban az idegenforgalomból él, és 2007 óta több ízben ítélték neki oda a Kék Zászlót, tengerének vízminőségéért.
legjelentősebb ipari létesítménye a Piaggio Aero Industries, amely polgári és katonai légijárművek gyártásával foglalkozik.

## Fordítás
- Ez a szócikk részben vagy egészben  a   Finale Ligure című olasz Wikipédia-szócikk fordításán alapul.  Az eredeti cikk szerkesztőit annak laptörténete sorolja fel. Ez a jelzés csupán a megfogalmazás eredetét és a szerzői jogokat jelzi, nem szolgál a cikkben szereplő információk forrásmegjelöléseként.